# Worksop
Worksop ist eine Stadt mit 44.790 Einwohnern (Schätzung 2012) im nordwestlichen Teil der Grafschaft Nottinghamshire in der Region East Midlands in Großbritannien, und liegt nahe dem Sherwood Forest. Sie ist Sitz und größte Stadt des Verwaltungsbezirks Bassetlaw.

## Geographie
Die in Nottinghamshire liegende Stadt grenzt direkt an die Grafschaften Derbyshire und South Yorkshire und wird vom kleinen Flüsschen Ryton sowie dem Chesterfield-Kanal durchflossen. Letzterer wird heutzutage jedoch nur noch zur Freizeitgestaltung genutzt. Die leicht hügelige und, insbesondere für britische Verhältnisse, baum- und waldreiche Landschaft in der die Stadt liegt, beherbergt große Steinkohlevorkommen.
Worksop macht einen Teil der Sheffield City Region aus und liegt ca. 25 km südöstlich von Sheffield, mit dem es enge Pendlerverflechtungen unterhält.

## Geschichte

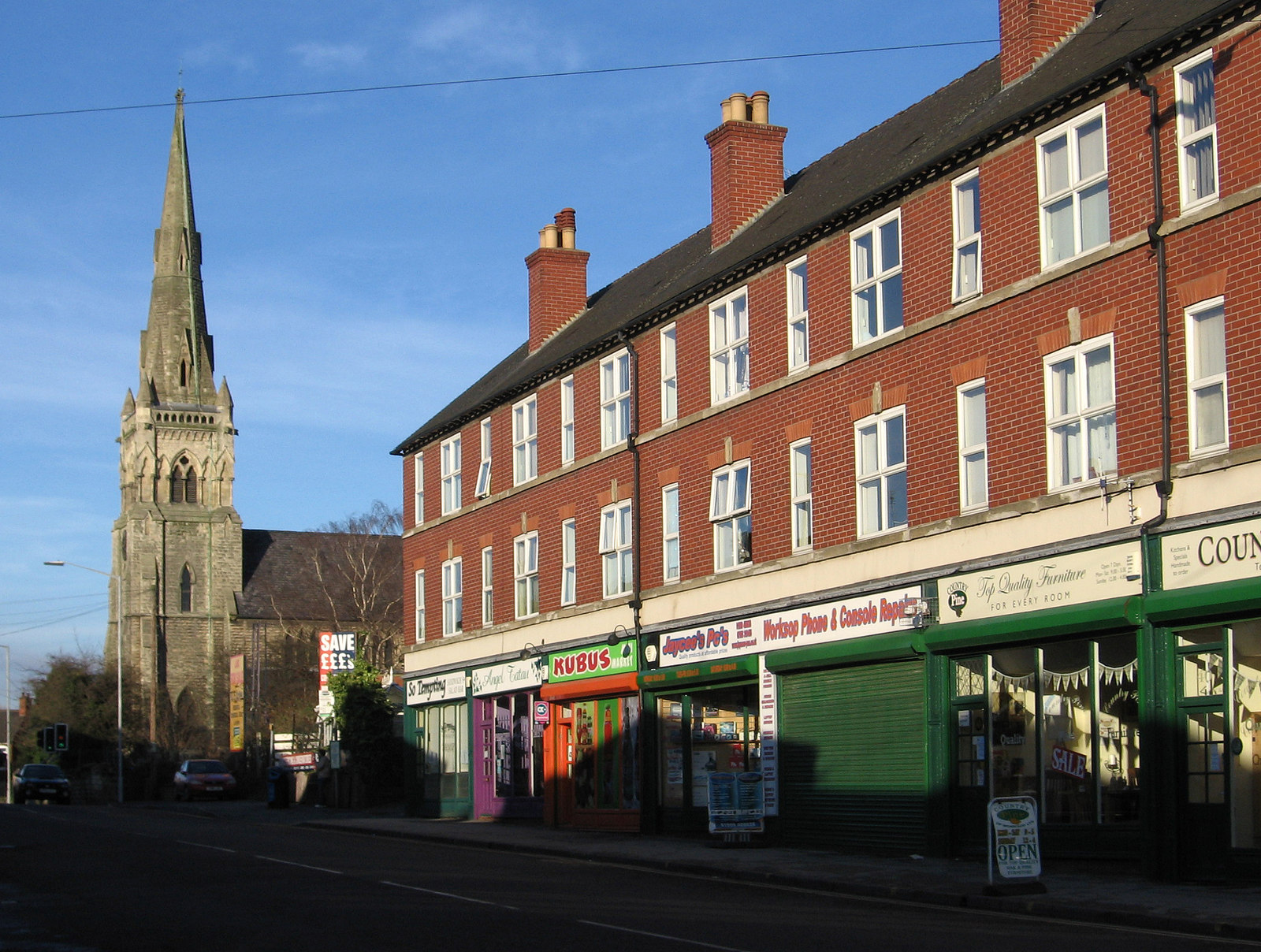
Straßenszene mit Kirche St John the Evangelist im Hintergrund

Erwähnung findet Worksop im Domesday Book von 1086, man geht jedoch davon aus, dass der Ort bereits vor der normannischen Eroberung Englands im Jahre 1066 bestand. Ungefähr im Jahre 1103 entstand ein Schloss, und dem Ort wurde eine Priorei, die heutige Priory Church of Our Lady and Saint Cuthbert, gestiftet. Worksop entwickelte sich daraufhin zu einer Marktgemeinde und erhielt im Jahre 1296 königliche Stadtrechte.
War Worksop bis in das 18. Jahrhundert hinein ein kleines Ackerbürgerstädtchen und lokaler Handelsplatz, gab zunächst das Anlegen des Chesterfield-Kanal im Jahre 1777, besonders aber der Anschluss an das Eisenbahnnetz im Jahre 1849 sowie der industrielle Abbau der reichen Steinkohlevorkommen in der Region der Stadt großen Aufwind. Ab 1894 war Worksop ein Urban District. Zu dieser Zeit hatte die Stadt ca. 13.000 Einwohner.
Spätestens seit den 1980er Jahren begann, nicht zuletzt durch die Auswirkungen der neoliberalen Politik der damaligen Premierministerin Margaret Thatcher, ein gesellschaftlicher und wirtschaftlicher Umbruch in Worksop. Die Kohleminen, die der Stadt seit mehr als hundert Jahren zu einigem Wohlstand und sozialer Stabilität verhalfen, schlossen. Die Arbeitslosigkeit schoss in die Höhe und soziale sowie sanitäre Missstände, wie beispielsweise Drogenkonsum, florierten. Ab den 2000er Jahren wiederum erholte sich die lokale Wirtschaft.

## Wirtschaft und Infrastruktur

### Wirtschaft
War Worksop bis in das ausgehende 20. Jahrhundert besonders vom Kohleabbau und affinem Gewerbe geprägt, hat die Stadt heute insbesondere durch Logistik- und Handelsunternehmen eine wirtschaftliche Bedeutung, mehrere Einzelhandelsketten haben hier ihren Geschäftssitz, oder unterhalten ein Distributionszentrum in der Stadt.
Die Zahl der Arbeitslosen über 16 Jahren lag im Bezirk Bassetlaw, zu dem Worksop gehört, im Jahre 2016 im Durchschnitt bei 4,6 % (Durchschnitt Großbritannien 2016 = 4,8 %).

### Verkehr
Worksop wird durch die A-Straßen A57, A60 und A619, welche sich in der Stadt treffen, direkt erschlossen. Die A57 verbindet Worksop westlich in ca. 10 km Entfernung mit den Autobahnen M1 (London – Leeds) und M18 sowie weiter mit Sheffield, in östliche Richtung mit der A1 (London – Edinburgh) und mit der Stadt Lincoln. Die A60 führt nördlich nach Doncaster und südlich in Richtung Nottingham, die A619 westlich nach Chesterfield.

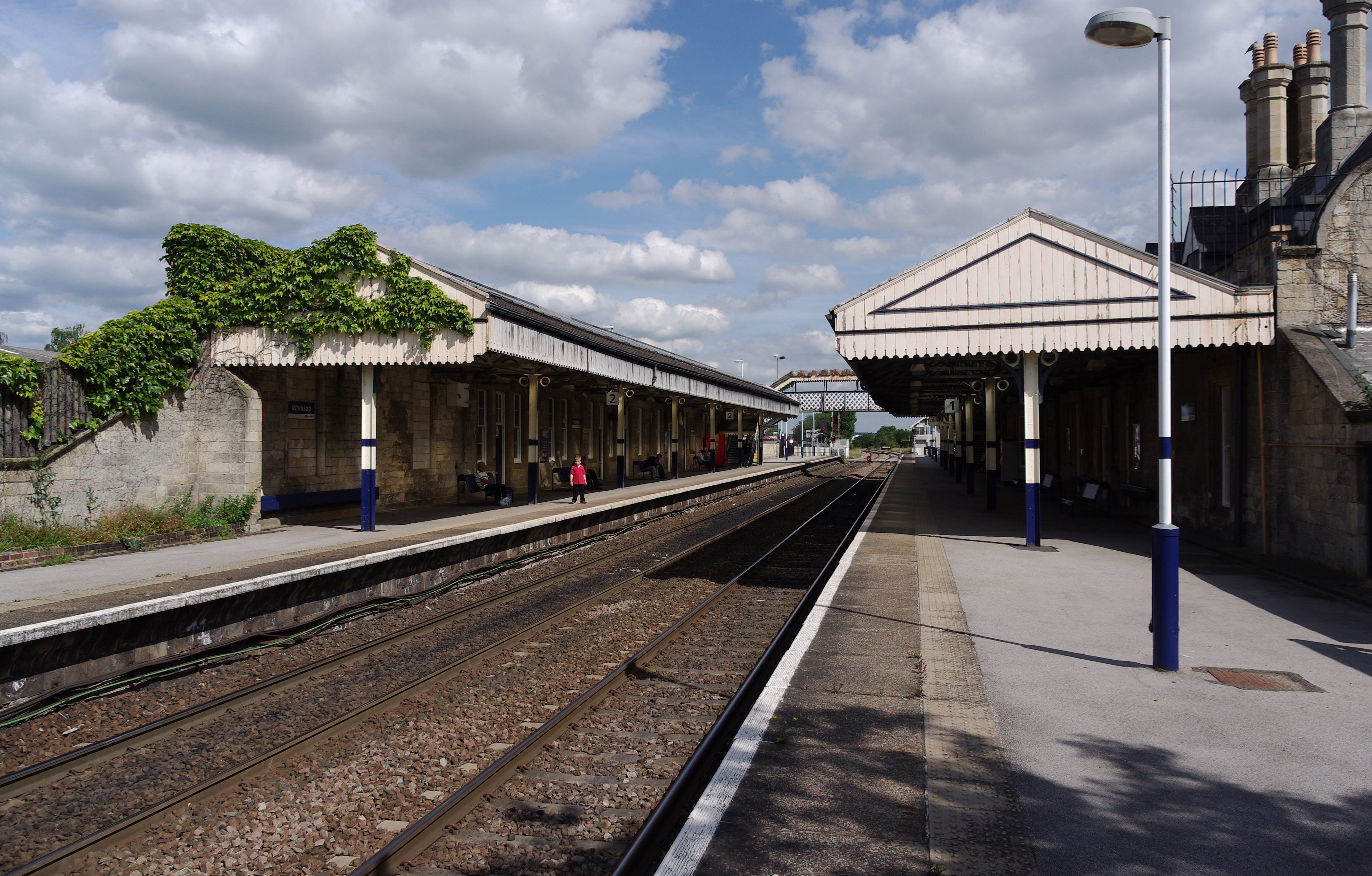
Der Bahnhof von Worksop

Worksop liegt an der Eisenbahnstrecke Sheffield – Lincoln, auf der von Montag bis Samstag die Züge im Stundentakt verkehren. In den Stoßzeiten wird der Takt verdichtet. Sonntags werden lediglich sechs Zugpaare angeboten. In Worksop beginnt außerdem die Bahnstrecke Worksop – Nottingham, welche unter dem Namen Robin Hood Line vermarktet wird. Diese Strecke wurde in den 1960er Jahren für den Personenverkehr stillgelegt, 1998 aber wieder bis Worksop eröffnet. Züge fahren montags bis Samstag im Stundentakt. Sonntags herrscht hier kein Zugverkehr.
Der nächstgelegene internationale Flughafen ist der nur etwa 20 km nordöstlich entfernte Robin Hood Airport Doncaster-Sheffield.

### Öffentliche Einrichtungen
Worksop beherbergt das Bassetlaw Hospital, eine öffentliche Klinik mit 300 Betten.
Neben einer Vielzahl an Schulen des Primär- und Sekundärbereichs, sowohl privater wie auch öffentlicher Träger, gibt es in Worksop auch ein Institut der Beruflichen Weiterbildung, das North Nottinghamshire College, welches von mehreren tausend Voll- und Teilzeitstudenten frequentiert wird.
Weiterhin ist Worksop das Verwaltungszentrum des Bassetlaw-Distrikts.

## Persönlichkeiten
- Donald Pleasence (1919–1995), Schauspieler
- Graham Taylor (1944–2017), Fußballspieler
- Mick Jones (* 1945), Fußballspieler
- John Parr (* 1952), Rockmusiker und Songwriter
- Martin Ellerby (* 1957), Komponist
- Bruce Dickinson (* 1958), Rockmusiker und Sänger der Heavy-Metal-Band Iron Maiden
- Lee Westwood (* 1973), Profigolfer
- Jade Moore (* 1990), Fußballspielerin
- Liam Palmer (* 1991), Fußballspieler